# 薛继连
薛继连（1954年—），山西大同人，汉族，中华人民共和国政治人物、第十一届全国人民代表大会河北地区代表。
毕业于西南交通大学管理科学与工程专业。加入中共，担任中国神华能源股份公司副总裁、朔黄铁路公司董事长兼总经理。2008年起担任全国人大代表。